# Sleng (ort)
Sleng (umesamiska: Sleŋgge) är en ort i Arvidsjaurs socken i Arvidsjaurs kommun. Orten ligger vid E45 mellan Auktsjaur och Moskosel, väster om sjön Sleng.
Sleng består av ett enda bostadshus. Sökningar på sidan Ratsit i februari 2016 visade 2 personer över 16 års ålder folkbokförda i Sleng.